# ツーリストトラップ
ツーリストトラップ（英語: Tourist trap）とは、魅力のある観光地としてマーケティングされているが、サービスの供給者側の都合などが優先され一般の評判に比べて魅力を欠いているような状況を意味する概念。旅行者の目的・意図と迎え入れる側の観光地との間に生じるギャップのことを意味したり、旅行者を狙った詐欺などの悪質な行為（罠）が横行している観光スポットを意味することもある。

## 要因と影響
ツーリストトラップの要因としては物価が高いことや過度の混雑などが挙げられる。さらに言葉が通じない、衛生状態が悪い、気候に馴染めないといったこともツーリストトラップになる場合がある。
ギャップの具体例としては、カメラマンが撮影した観光地の写真を見て実際に行ってみると写真とイメージが異なっている事象などがある。メディアで取り上げられた観光地のイメージが撮影用の演出であったり何日も待った上での気象条件であるにもかかわらず、そこへ行けば同じ景色が見られ同じ体験ができると思い込み出向いてみると落胆を起こすような場合である。また、特にテレビ番組でタレントなどがレポーターを務め現地で優遇される映像を、訪れた全ての旅行者が追体験できるとの誤認によるトラブルも増えている。
インターネットの普及でブログやSNSなどでの旅行者個人の情報発信が増えている。それを参考にする旅行者も増えたが、記載情報の間違いも多く、個人の感性の差は見方を大きく左右させてしまう。先進国の旅行者はインターネットの口コミの情報収集を当たり前のように行っているため、いったんツーリストトラップというイメージが拡散すると評価に影響を及ぼすおそれがある。
観光業で成り立つ自治体、あるいはこれから観光でまちおこしを計画する地域では、ツーリストトラップの解消が重要となる。マスコミによる「がっかり観光地ランキング」のようなマイナス評価や、ネットを介しての口コミ・批判は瞬く間に広がり、簡単にイメージダウンを招いてしまう。観光立国を目指す日本国政府も、「明日の日本を支える観光ビジョン構想会議」（議長：安倍晋三首相）においてツーリストトラップの軽減が議論されている。